# 韓哲洙
韓哲洙（韓語：한철수，1935年9月7日—），韓國陸軍退役上將、外交官，也是前韓美聯合軍司令部副司令、聯合參謀本部本部長及青瓦台國防事務官，退役後歷任韓國駐中華民國大使:p523、駐巴西大使:p497及韓國—中華民國斷交後的首位駐台北韓國代表部代表:p523。韓氏之後離開外交界，轉任西京大学校長、韓美友好協會（한미우호협회）會長等職。